# یواس‌اس پروت (دی‌دی-۲۱۸)
یواس‌اس پروت (دی‌دی-۲۱۸) (به انگلیسی: USS Parrott (DD-218)) یک کشتی بود که طول آن ۹۵٫۸۱ متر (۳۱۴٫۳ فوت) بود. این کشتی در سال ۱۹۱۹ ساخته شد.